# Pseudorhabdosynochus kasetsartensis
Rhabdosynochus rhabdosynochus — вид паразитичних плоских червів родини Diplectanidae класу трематод (Trematoda). Описаний у 2020 році. Виявлений у Сіамській затоці. Живе у зябрах кам'яного окуня Epinephelus erythrurus.

## Назва
Вид названо на честь Касецартського університету в Бангкоку, який профінансував дослідження з паразитології риб у Сіамській затоці.